# Passage Goix
Le passage Goix est une voie du 19e arrondissement de Paris, en France.

## Situation et accès
Le passage Goix est situé dans le 19e arrondissement de Paris. Il débute au 18, rue d'Aubervilliers et se termine au 11, rue du Département.

## Origine du nom

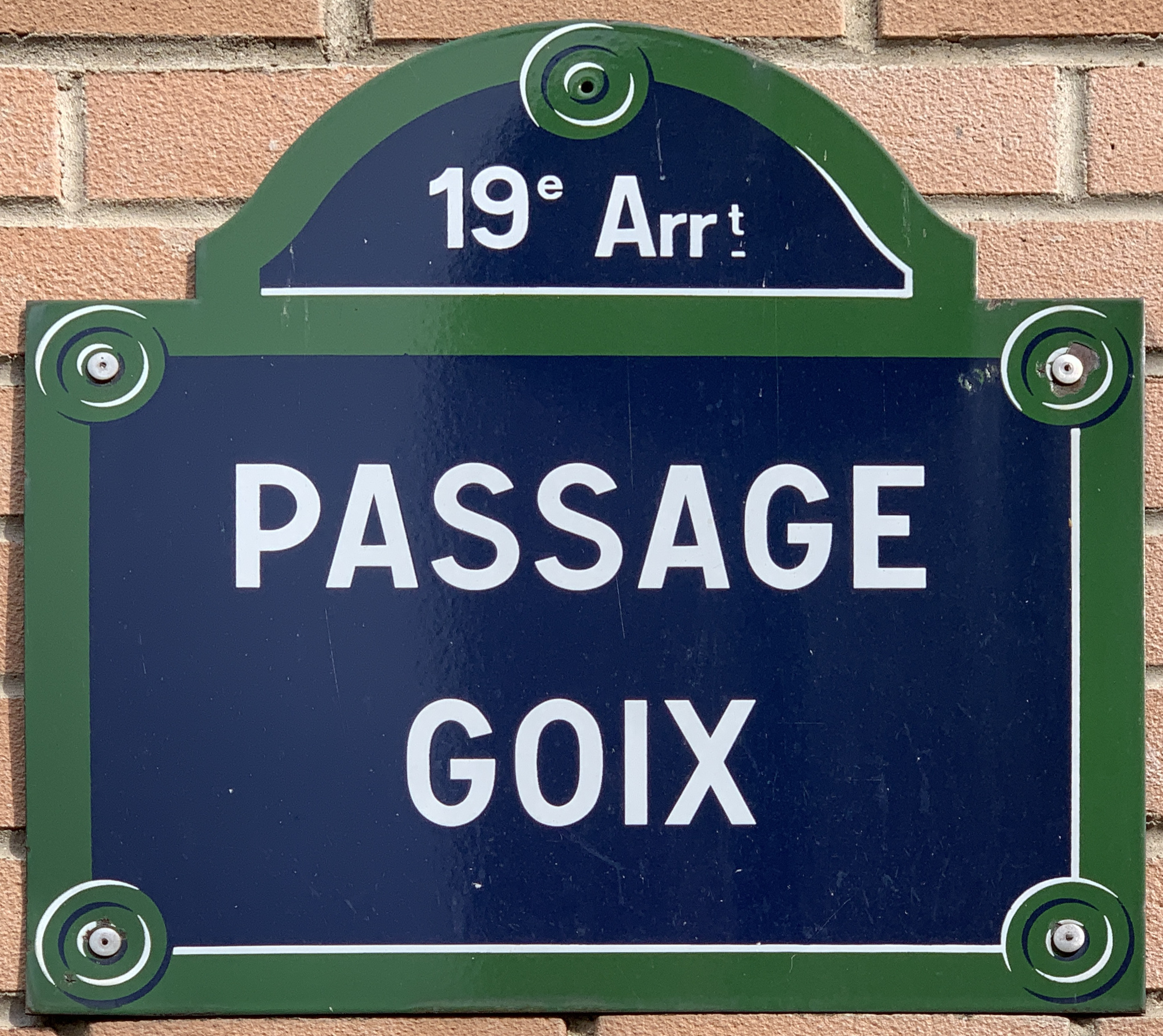
Plaque du passage.

Cette voie est nommée d'après le nom du propriétaire des terrains sur lesquels elle a été ouverte.

## Historique
Cette voie est ouverte sous sa dénomination actuelle en 1867.
Elle est ouverte à la circulation publique par un arrêté du 23 juin 1959.